# Баклан Дмитро Лукич
Дмитро Лукич Баклан (нар. 18 червня 1940, село Іванівка, тепер Олександрівського району Кіровоградської області) — український радянський діяч, робітник очисного вибою шахти № 4 «Нововолинська» виробничого об'єднання «Укрзахідвугілля» Волинської області. Депутат Верховної Ради УРСР 9—10-го скликань.

## Біографія
Освіта середня. У 1958 році закінчив середню школу.
З 1958 року — лісодоставник шахти в місті Нововолинську Волинської області.
У 1959—1962 роках — служба в Радянській армії.
У 1962—1964 роках — лісодоставник, кріпильник шахти. З 1964 року — робітник очисного вибою шахти № 4 «Нововолинська» виробничого об'єднання «Укрзахідвугілля» Волинської області.
Потім — на пенсії в місті Нововолинську Волинської області.

## Нагороди
- ордени
- медалі